# Platycoryne mediocris
Platycoryne mediocris är en orkidéart som beskrevs av Victor Samuel Summerhayes. Platycoryne mediocris ingår i släktet Platycoryne och familjen orkidéer. Inga underarter finns listade i Catalogue of Life.